# Cordia mhaya
Cordia mhaya är en strävbladig växtart som beskrevs av Kerr. Cordia mhaya ingår i släktet Cordia, och familjen strävbladiga växter. Inga underarter finns listade i Catalogue of Life.